# Sojus T-11
Sojus T-11 ist die Missionsbezeichnung für den am 3. April 1984 gestarteten Flug eines sowjetischen Sojus-Raumschiffs zur sowjetischen Raumstation Saljut 7. Es war der sechste Besuch eines Sojus-Raumschiffs bei dieser Raumstation und der 72. Flug im sowjetischen Sojusprogramm. 

## Besatzung

### Startbesatzung
- Juri Wassiljewitsch Malyschew (2. Raumflug), Kommandant
- Gennadi Michailowitsch Strekalow (3. Raumflug), Bordingenieur
- Rakesh Sharma (1. Raumflug), Forschungskosmonaut ( Indien)

Auch Strekalow erreichte damit die sowjetische Rekordmarke von drei Flügen in den Orbit.

### Ersatzmannschaft
- Anatoli Nikolajewitsch Beresowoi, Kommandant
- Georgi Michailowitsch Gretschko, Bordingenieur
- Ravish Malhotra, Forschungskosmonaut

### Rückkehrbesatzung
- Leonid Denissowitsch Kisim (2. Raumflug), Kommandant
- Wladimir Alexejewitsch Solowjow (2. Raumflug), Bordingenieur
- Oleg Jurjewitsch Atkow (1. Raumflug), Forschungskosmonaut (Arzt)

## Missionsüberblick
Bei diesem Flug war der erste indische Kosmonaut Rakesh Sharma mit an Bord.
An Bord der Raumstation Salut 7 wurden Experimente zur Erderkundung (Wasserreserven, Bodenschätze, Umweltbelastungen im Ganges-Delta, Bodenstruktur zur Auswahl geeigneter Trassenführungen und Industriestandorte, Land- und Forstwirtschaft), Medizin (Yogatraining als Mittel gegen die Raumfahrerkrankheit, Bluttests, Herz-Kreislauf-Untersuchungen), Biologie, Materialforschung, Meteorologie und Meeresforschung (Planktonansammlungen, Fischfanggründe) durchgeführt.
Malyschew, Strekalow und Sharma kehrten am 11. April 1984 mit Sojus T-10 zur Erde zurück und überließen ihr Raumschiff der Langzeitbesatzung Saljut 7 EO-3, die es am 2. Oktober 1984 zur Rückkehr verwendete.